# 㯮椒神社
㯮椒神社（はじかみじんじゃ）は、兵庫県豊岡市竹野町に鎮座する神社。椒集落にある山の頂部に鎮座し、眼下を三椒川が流れる。式内社（名神大社）で、旧社格は村社。神社名を「ほそき」神社と訓じるものもある。

## 祭神
- 㯮椒大神（はじかみのおおかみ）
  - 椒集落は朝倉山椒の産地であったために土地の神として祀られたものとする推定や[2]、犬山椒を神格化したものと見る説もあるが[3]、不詳。一説に、大山守命を祀るともされるが[4]、その典拠には疑問が持たれている[5]。

## 由緒
鎮座地は古くから東方の番屋峠を越えたり南方の太田越で神鍋高原方面を経由する等して豊岡盆地へ通じており、奈佐川や稲葉（いなんば）川の水運を利用した但馬国の国府との結び付きが想定され、『延喜典薬寮式』諸国進雑薬条に但馬国から進上する事が定められていた「㯮椒」1斗と当神社との関連も指摘されている。
社伝によれば、白鳳14年（685年）に但馬国国司の榛原公鹿我麿（はいばらのきみかがまろ）が祖である大山守命を祀り、翌朱鳥元年（686年）に当地で収穫した山椒の実を絞って得た油を朝廷へ献上したというが、信憑性には疑問が持たれる。承和9年（842年）に官社に預り、貞観10年（869年）に従五位下から従五位上に昇叙され、延喜の制では名神大社に列せられている。因みに同じく但馬国の名神大社である山神、戸神、雷神、海神も官社列格、従五位上昇叙ともに同時である。
時期不明ながら山城国の石清水八幡宮から八幡神を勧請したらしく、中世以降は「枡（椒）別宮」として同宮の但馬八所別宮の一とされ、弘安8年（1285年）の年紀を持つ但馬国の大田文にも「八幡宮領椒別宮」とある等、同宮の荘園の鎮守神とされ、以降専ら「八幡宮」と称された。また、大岡山山腹にあった大岡寺との関係も深く、同寺の北の寺域を示す境界には当神社の鳥居が建てられていた記録があり、近世には同寺を別当寺としていた事が確認できる。その他、延宝7年（1679年）や享保6年（1721年）の記録によると鎮座地周辺に7畝の社領を有していた事が判り、山間部ながら近在の段に生野代官による金山経営が行われて小規模な鉱山集落が形成されたため、天保5年（1834年）には氏子140戸を数えた。
明治6年（1873年）村社に列し、同22年（1889年）に本殿を再建、幣殿を新築し、昭和27年（1952年）に本殿廻りに改修を施している。

## 祭祀
大正時代までは旧暦8月15日を祭日とし、その後太陽暦の9月15日へ、同10月1日へと変わり、現在は10月15日。かつては氏子中から神事に奉仕する「鍵番」と呼ばれる役を選んで祭祀を行っており、宮座や頭屋制によって斎行されていた事が想定できる。

## 社殿
本殿は明治22年再建の春日造銅板葺で、その他瓦葺切妻造の幣殿と杮葺入母屋造の拝殿、板葺の籠堂があるとされる。

## 末社
- 祇園社 - 本社鎮座地の北麓に鎮座し、本地仏としての薬師如来像を祀る。社前にはおまき桜がある。

古くは八柱荒神社もあったという。

## 文化財
豊岡市指定
狛犬
室町時代の作と推定される木彫りの狛犬で、阿形は高69センチ、吽形は高60センチ。ともに彩色が施されている点は珍しい。昭和52年（1977年）11月15日に竹野町の有形文化財に指定され、同町が豊岡市に編入されてからは同市の文化財となっている。
おまき桜
下宮（祇園社）の社前にある推定樹齢500年（平成3年（1991年）時点）の江戸彼岸。樹高14.5メートル、根回り7メートル、目通り樹幹6.05メートル。枝張りは東西15メートル、南北18.5メートルで、樹冠としては占めて4アールに及ぶ。昭和54年3月8日に竹野町の天然記念物に指定され、市町合併後は豊岡市の文化財。平成8年3月29日には兵庫県の郷土記念物の指定を受けている。

## ギャラリー

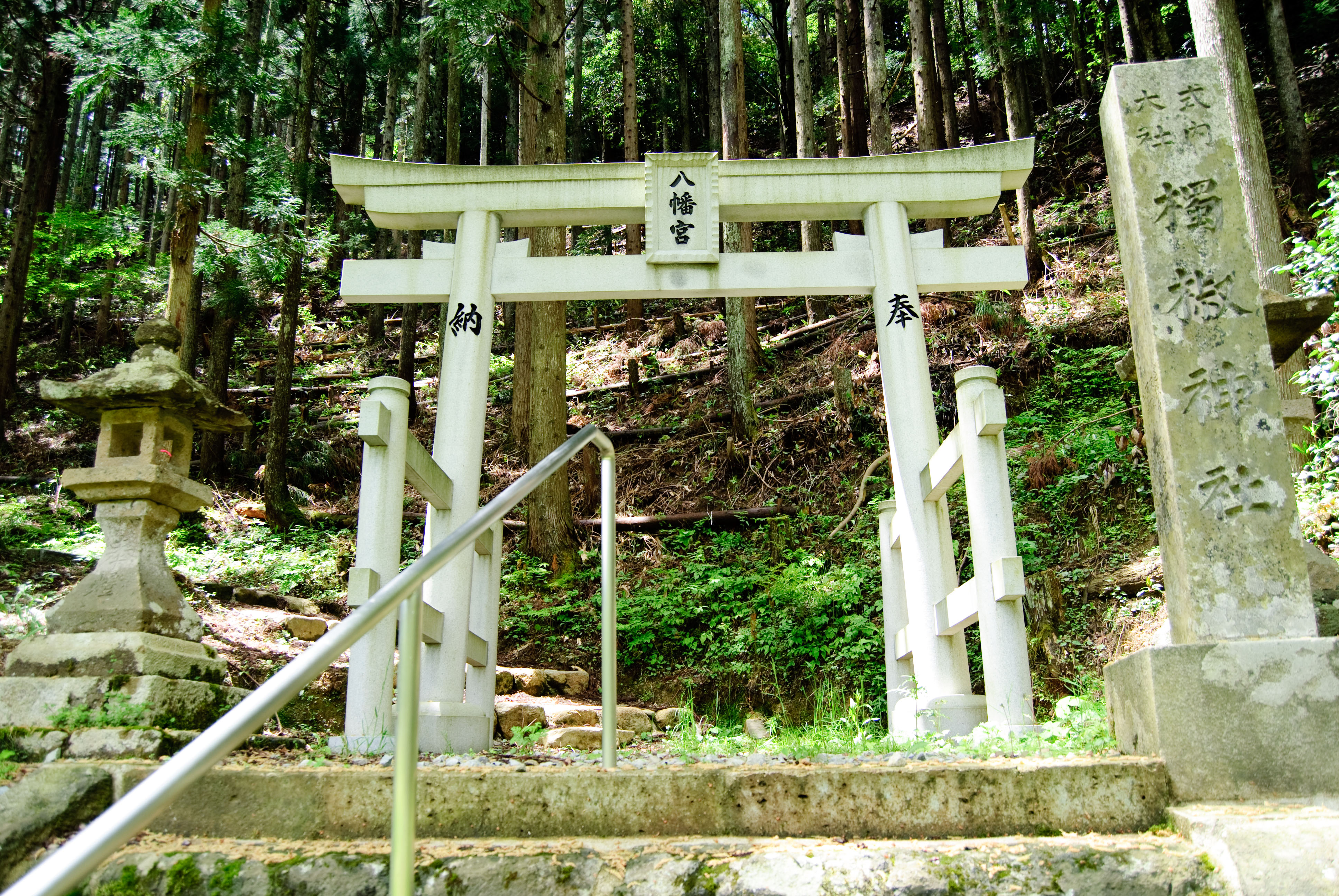
鳥居
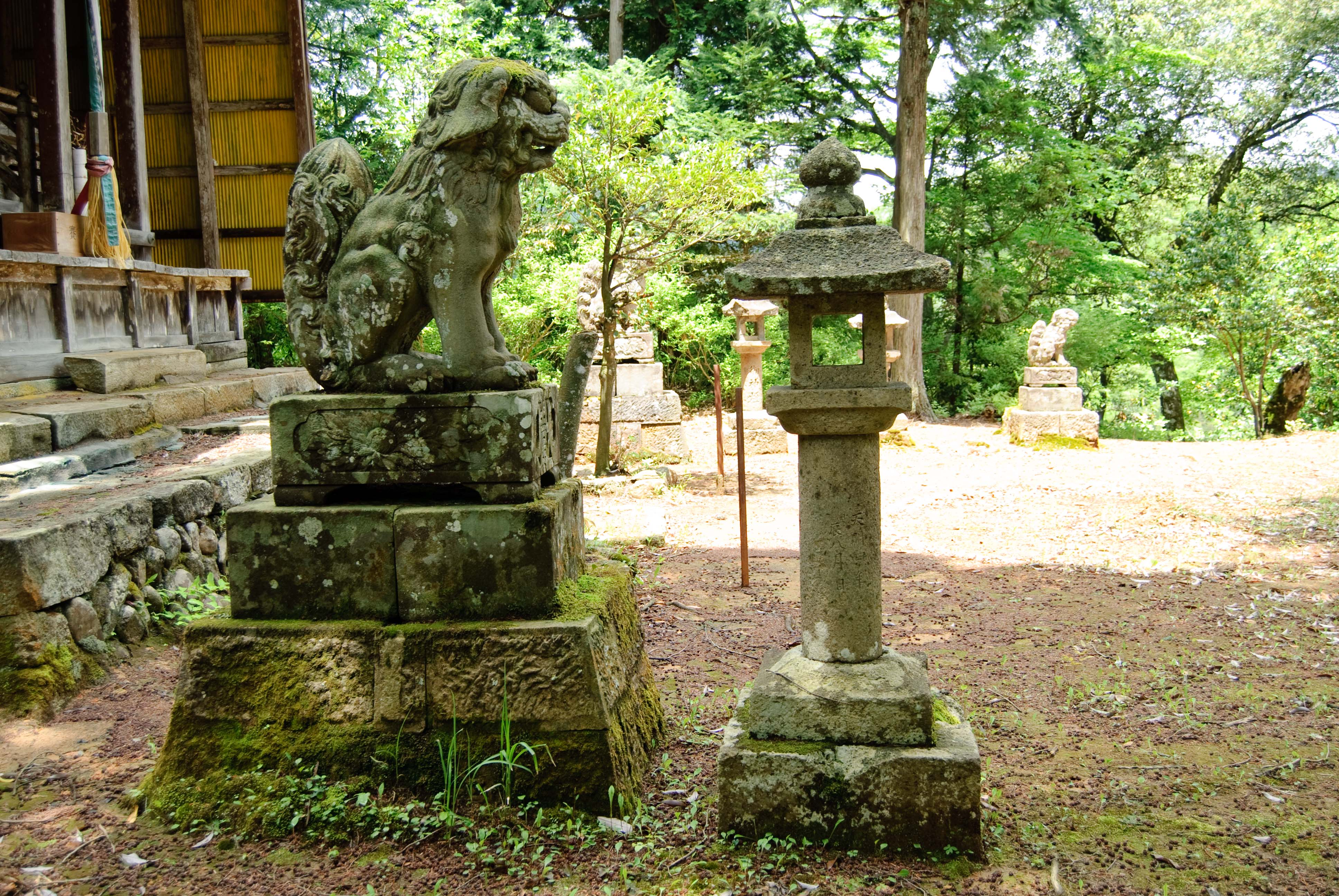
狛犬
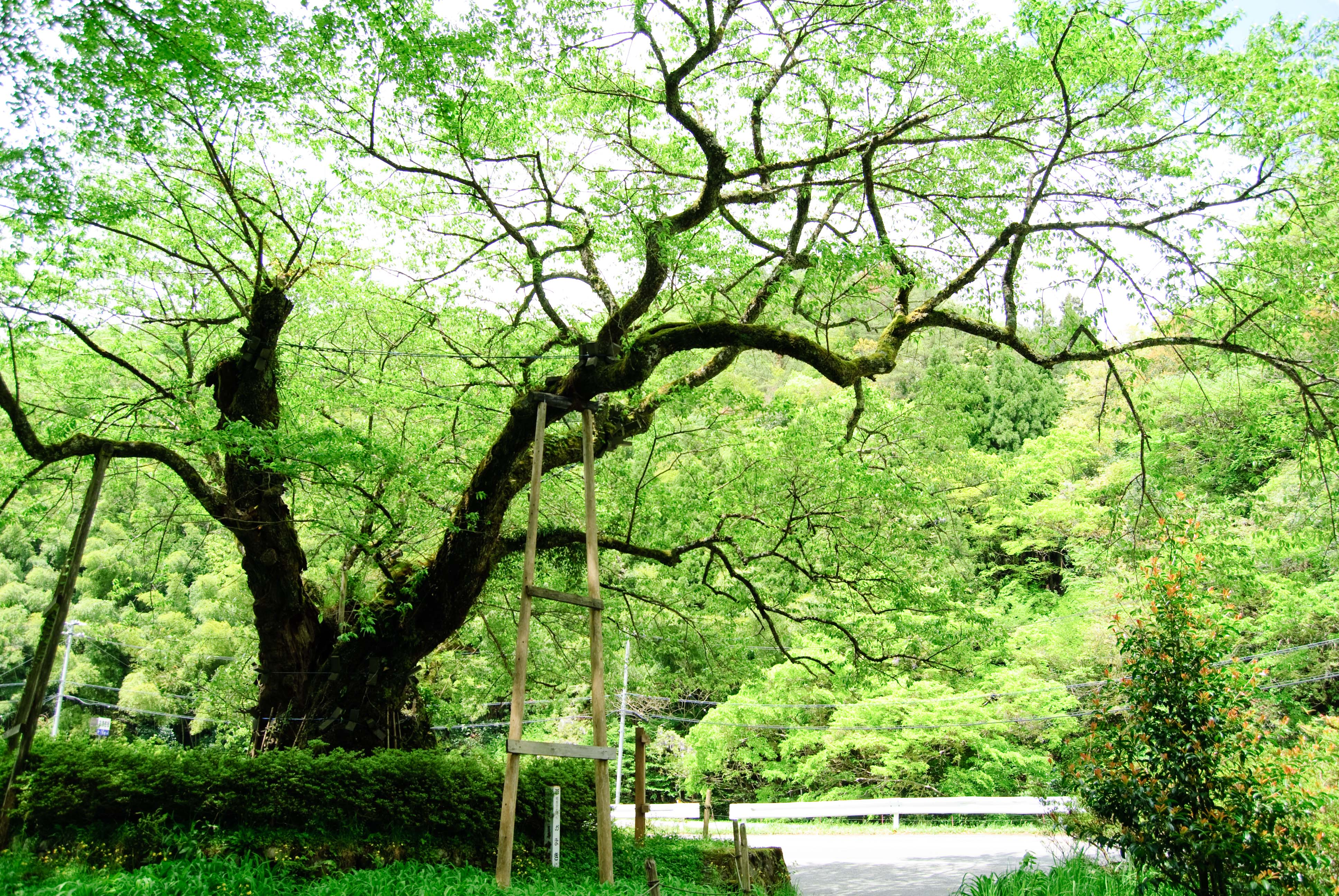
おまき桜